# Canadian Open 2012 - Qualificazioni singolare maschile
Le qualificazioni del singolare maschile del Canadian Open 2012 sono state un torneo di tennis preliminare per accedere alla fase finale della manifestazione. I vincitori dell'ultimo turno sono entrati di diritto nel tabellone principale. In caso di ritiro di uno o più giocatori aventi diritto a questi sono subentrati i lucky loser, ossia i giocatori che hanno perso nell'ultimo turno ma che avevano una classifica più alta rispetto agli altri partecipanti che avevano comunque perso nel turno finale.

## Giocatori

### Teste di serie
1. Grigor Dimitrov (primo turno)
2. Leonardo Mayer (primo turno, ritirato)
3. Marinko Matosevic (primo turno)
4. Fabio Fognini (qualificato)
5. Matthew Ebden (ultimo turno, lucky loser)
6. Michael Russell (primo turno)

1. Jürgen Zopp (qualificato)
2. Jesse Levine (primo turno)
3. Flavio Cipolla (qualificato)
4. Serhij Stachovs'kyj (qualificato)
5. Ivan Dodig (ultimo turno)
6. Benjamin Becker (primo turno)

### Qualificati
1. Jürgen Zopp
2. Michael Berrer
3. Wayne Odesnik

1. Fabio Fognini
2. Serhij Stachovs'kyj
3. Flavio Cipolla

### Lucky loser
1. Matthew Ebden

## Tabellone

### Legenda
| - Q = Qualificato - WC = Wild card - LL = Lucky loser | - Alt = Alternate - SE = Special Exempt - PR = Protected Ranking | - w/o = Walkover - r = Ritirato - d = Squalificato |

### Sezione 1
|  | Primo turno | Primo turno       | Primo turno    | Primo turno | Primo turno |  |  | Ultimo turno | Ultimo turno      | Ultimo turno | Ultimo turno | Ultimo turno |  |
|  |             |                   |                |             |             |  |  |              |                   |              |              |              |  |
|  | 1           | Grigor Dimitrov   | 2              | 7           | 4           |  |  |              |                   |              |              |              |  |
|  |             | Marco Chiudinelli | 6              | 5           | 6           |  |  |              | Marco Chiudinelli | 4            | 6            | 2            |  |
|  | WC          | Milan Pokrajac    | Milan Pokrajac | 2           | 1           |  |  | 7            | Jürgen Zopp       | 6            | 4            | 6            |  |
|  | 7           | Jürgen Zopp       | Jürgen Zopp    | 6           | 6           |  |  |              |                   |              |              |              |  |

### Sezione 2
|  | Primo turno | Primo turno    | Primo turno  | Primo turno | Primo turno |  |  | Ultimo turno | Ultimo turno   | Ultimo turno   | Ultimo turno | Ultimo turno |  |
|  |             |                |              |             |             |  |  |              |                |                |              |              |  |
|  | 2           | Leonardo Mayer | 3            | 0           | r           |  |  |              |                |                |              |              |  |
|  |             | Michael Berrer | 6            | 1           |             |  |  |              | Michael Berrer | Michael Berrer | 6            | 6            |  |
|  | WC          | Filip Peliwo   | Filip Peliwo | 3           | 4           |  |  | 11           | Ivan Dodig     | Ivan Dodig     | 3            | 4            |  |
|  | 11          | Ivan Dodig     | Ivan Dodig   | 6           | 6           |  |  |              |                |                |              |              |  |

### Sezione 3
|  | Primo turno | Primo turno        | Primo turno       | Primo turno | Primo turno |  |  | Ultimo turno       | Ultimo turno       | Ultimo turno | Ultimo turno | Ultimo turno |  |
|  |             |                    |                   |             |             |  |  |                    |                    |              |              |              |  |
|  | 3           | Marinko Matosevic  | Marinko Matosevic | 3           | 3           |  |  |                    |                    |              |              |              |  |
|  |             | Wayne Odesnik      | Wayne Odesnik     | 6           | 6           |  |  | Wayne Odesnik      | Wayne Odesnik      | 6            | 4            | 7            |  |
|  |             | Tejmuraz Gabašvili | 7                 | 1           | 6           |  |  | Tejmuraz Gabašvili | Tejmuraz Gabašvili | 3            | 6            | 63           |  |
|  | 8           | Jesse Levine       | 62                | 6           | 4           |  |  |                    |                    |              |              |              |  |

### Sezione 4
|  | Primo turno | Primo turno     | Primo turno     | Primo turno | Primo turno |  |  | Ultimo turno | Ultimo turno   | Ultimo turno | Ultimo turno | Ultimo turno |  |
|  |             |                 |                 |             |             |  |  |              |                |              |              |              |  |
|  | 4           | Fabio Fognini   | Fabio Fognini   | 6           | 6           |  |  |              |                |              |              |              |  |
|  | WC          | Pavel Krainik   | Pavel Krainik   | 2           | 3           |  |  | 4            | Fabio Fognini  | 64           | 6            | 6            |  |
|  |             | Bobby Reynolds  | Bobby Reynolds  | 6           | 6           |  |  |              | Bobby Reynolds | 7            | 3            | 4            |  |
|  | 12          | Benjamin Becker | Benjamin Becker | 4           | 2           |  |  |              |                |              |              |              |  |

### Sezione 5
|  | Primo turno | Primo turno         | Primo turno | Primo turno | Primo turno |  |  | Ultimo turno | Ultimo turno        | Ultimo turno | Ultimo turno | Ultimo turno |  |
|  |             |                     |             |             |             |  |  |              |                     |              |              |              |  |
|  | 5           | Matthew Ebden       | 6           | 3           | 6           |  |  |              |                     |              |              |              |  |
|  | Alt         | Érik Chvojka        | 3           | 6           | 3           |  |  | 5            | Matthew Ebden       | 3            | 6            | 65           |  |
|  |             | Paul Capdeville     | 1           | 6           | 63          |  |  | 10           | Serhij Stachovs'kyj | 6            | 3            | 7            |  |
|  | 10          | Serhij Stachovs'kyj | 6           | 3           | 7           |  |  |              |                     |              |              |              |  |

### Sezione 6
|  | Primo turno | Primo turno           | Primo turno        | Primo turno | Primo turno |  |  | Ultimo turno | Ultimo turno       | Ultimo turno | Ultimo turno | Ultimo turno |  |
|  |             |                       |                    |             |             |  |  |              |                    |              |              |              |  |
|  | 6           | Michael Russell       | Michael Russell    | 3           | 2           |  |  |              |                    |              |              |              |  |
|  |             | Paul-Henri Mathieu    | Paul-Henri Mathieu | 6           | 6           |  |  |              | Paul-Henri Mathieu | 7            | 3            | 3            |  |
|  |             | Pierre-Ludovic Duclos | 6                  | 2           | 1           |  |  | 9            | Flavio Cipolla     | 5            | 6            | 6            |  |
|  | 9           | Flavio Cipolla        | 4                  | 6           | 6           |  |  |              |                    |              |              |              |  |